# Kleine kokmeeuw
De kleine kokmeeuw (Chroicocephalus philadelphia synoniem: Larus philadelphia) is een vogel uit de familie Laridae (meeuwen). Deze meeuw komt voor in Noord-Amerika.

## Kenmerken
De kleine kokmeeuw is 31 tot 34 cm lang en heeft een vleugelspanwijdte van 79 tot 84 cm. De vogels hebben een zwarte kop en een dunne snavel. De rest van het lichaam is overwegend wit en lichtgrijs. In de winter krijgt de kop een witte kleur.
Hij is niet zo klein als de naam suggereert, het is de op twee na kleinste meeuwensoort. De dwergmeeuw en de Saunders' meeuw zijn nog kleiner.

## Verspreiding en leefgebied
De vogels broeden nabij moerassen en meren in de buurt van naaldbossen in het zuidwesten van Alaska tot in het zuidoosten van Canada. Ze maken hun nesten hoofdzakelijk in naaldbomen en soms op de grond. Het is geen uitgesproken kolonievogel hoewel soms in kleine losse groepen wordt gebroed, maar niet massaal. De kleine kokmeeuw is een trekvogel die jaarlijks naar kustwateren vliegt, zowel in het oosten als in het westen. Een zeldzame keer wordt de vogel in West-Europa waargenomen, waar ze overigens gemakkelijk verward kunnen worden met de gewone kokmeeuw.

### Voorkomen in Nederland en België
Tussen 1985 en 2023 zijn er zeven bevestigde waarnemingen van de kleine kokmeeuw in Nederland en drie in België.

## Status
De grootte van de populatie is in 2006 geschat op 255-525 duizend individuen. Op de Rode lijst van de IUCN heeft deze soort de status niet bedreigd.